# Phasia
Phasia is een geslacht van vliegen uit de familie van de sluipvliegen (Tachinidae). De wetenschappelijke naam is gepubliceerd in 1804 door Latreille.

## Soorten
- P. aeneoventris (Williston, 1886)
- P. alaskensis (Brooks, 1945)
- P. albipennis (Brooks, 1945)
- P. aldrichii (Townsend, 1891)
- P. ancora Meigen, 1824
- P. argentifrons (Brooks, 1945)
- P. auricaudata (Brooks, 1945)
- P. aurigera (Egger, 1860)
- P. aurulans Meigen, 1824
- P. barbifrons (Girschner, 1887)
- P. diversa (Coquillett, 1897)
- P. emdeni (Draber-Monko, 1970)
- P. fenestrata (Bigot, 1889)
- P. fumosa (Coquillett, 1897)
- P. girschneri (Draber-Monko, 1965)
- P. grandis (Coquillett, 1897)
- P. hemiptera (Fabricius, 1794) - Wantssluipvlieg
- P. karczewskii (Draber-Monko, 1965)
- P. mesnili (Draber-Monko, 1965)
- P. nigra (Brooks, 1945)
- P. nitida (Coquillett, 1897)
- P. obesa (Fabricius, 1798)
- P. occidentalis (Brooks, 1945)
- P. occidentis (Walker, 1852)
- P. opaca (Coquillett, 1897)
- P. pandellei (Dupuis, 1957)
- P. phasioides (Coquillett, 1897)
- P. polita (Brooks, 1945)
- P. pollinosa (Brooks, 1945)

- P. pulverea (Coquillett, 1897)
- P. punctigera (Townsend, 1891)
- P. purpurascens (Townsend, 1891)
- P. pusilla Meigen, 1824
- P. robusta (Brooks, 1945)
- P. splendida (Coquillett, 1902)
- P. subcoleoptrata (Linnaeus, 1767)
- P. subopaca (Coquillett, 1897)
- P. truncata Herting, 1983
- P. venturii (Draber-Monko, 1965)